# Manuel Trucco Gaete
Manuel Trucco Gaete (Santiago, 7 de diciembre de 1914-ibídem, 11 de abril de 1995) fue un abogado, político y diplomático chileno, miembro del Partido Radical (PR), entre cuyos cargos destacan los de subsecretario (viceministro) de Relaciones Exteriores durante la presidencia de Gabriel González Videla y embajador en Estados Unidos durante la dictadura militar de Augusto Pinochet.

## Biografía
El único hijo varón de Manuel Trucco Franzani y Laura Gaete Fagalde, tuvo cuatro hermanas: Leonor, Marta, Graciela y Rebeca. Su padre, diplomático y político, llegó a ser ministro del Interior y ocupar, por un breve periodo en 1931, la jefatura interina del Estado como vicepresidente de Chile y Humberto Trucco, uno de sus seis tíos, encabezó la Corte Suprema de Justicia en dos oportunidades: 1934-1937 y 1944-1950.
Estudió Derecho en la Universidad de Chile y, bajo el gobierno de Gabriel González Videla, se desempeñó como subsecretario de Relaciones Exteriores.
Fue embajador en diversos países: Bolivia (1959-1962), la Organización de Estados Americanos (1962), Estados Unidos (1975-1978), las Naciones Unidas y los Organismos Internacionales en Ginebra.

### Matrimonios e hijos
Estuvo casado primero con Lucía Piedrabuena Richard, con la que tuvo un hijo (Manuel Arturo), hermana del abogado y primer Fiscal Nacional del Ministerio Público de Chile Guillermo Piedrabuena Richard. Después se casó con Esther Saavedra Yoacham, primera Miss Chile para Miss Universo del país, con quien tuvo cuatro hijos.
Un callejón lleva su nombre en la Villa Lomas de Maipú.